# ليه فورد
ليه فورد (بالإنجليزية: Les Ford)‏ هو سياسي أسترالي، ولد في 19 يناير 1917، وتوفي في 17 ديسمبر 1964. انتخب عضو الجمعية التشريعية نيو ساوث ويلز.